# Zocchiedro

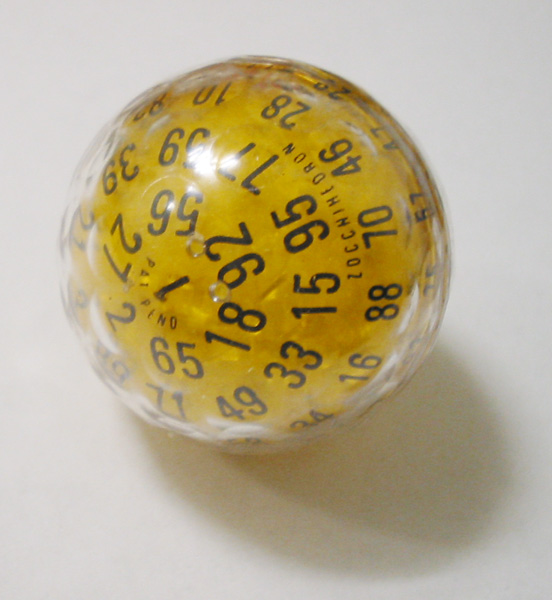
El Zocchiedro.

Un zocchiedro es un dado de cien caras inventado por Lou Zocchi, un afamado diseñador de juegos. Fue lanzado en el mercado en 1985 bajo el nombre de Zocchihedron, principalmente para ser usado en juegos de rol. No es en realidad un poliedro notable, no puede lograrse derivando los poliedros de Platón o Arquímedes; la construcción del Zocchiedro se asemeja más a una esfera con caras planas circulares.

## Descripción
Zocchi se dio cuenta de que el diámetro ideal es de 13,85 mm, y desde su lanzamiento en el mercado se mejoró en varias ocasiones, colocándole pesos en el interior que permitiesen que la figura se posara con rapidez. En 1989 depositó una patente para el frenado del dado y en 2005 lanzó una segunda versión que llenó de un material diferente.
Una prueba desarrollada por White Dwarf magazine concluyó que la distribución del zocchiedro es bastante irregular a pesar de los esfuerzos de Zocchi por subsanar geométricamente los defectos de la figura, pero aun así el dado no tiene preferencia por solo los números altos o bajos.[cita requerida]